# El camino de la vida
El camino de la vida è un film drammatico del 1956 diretto da Alfonso Corona Blake.
È stato presentato in concorso alla 6ª edizione del Festival di Berlino e alla 12ª edizione del Premio Ariel, dove si è aggiudicato cinque riconoscimenti.

## Trama
Ritratto della vita di tre giovani criminali di Città del Messico, Chinampina, Pedro e Frijolito, in attesa della sentenza del tribunale minorile. All'avvocato José Gutiérrez spetta il compito di riabilitare e reinserire nella società i tre ragazzi.

## Distribuzione
Dopo l'anteprima al Festival di Berlino, il film è stato distribuito in Messico a partire dal 29 giugno 1956.

## Riconoscimenti
- 1956 - Festival internazionale del cinema di Berlino

Menzione d'onore per la miglior regia a Alfonso Corona Blake
Premio OCIC, menzione speciale
- 1957 - Premio Ariel

Golden Ariel a Alfonso Corona Blake
Silver Ariel per la miglior regia a Alfonso Corona Blake
Silver Ariel per la miglior recitazione infantile a Mario Humberto Jiménez Pons
Silver Ariel per la miglior sceneggiatura a Matilde Landeta e Eduardo Landeta
Silver Ariel per il miglior film d'interesse nazionale a Alfonso Corona Blake
Nomination Silver Ariel per la miglior attrice non protagonista a Inés Murillo
Nomination Silver Ariel per la miglior recitazione infantile a Ignacio García Torres
Nomination Silver Ariel per la miglior recitazione infantile a Rogelio Jiménez Pons
Nomination Silver Ariel per la miglior fotografia a José Ortiz Ramos
Nomination Silver Ariel per il miglior montaggio a Carlos Savage